# Benkol

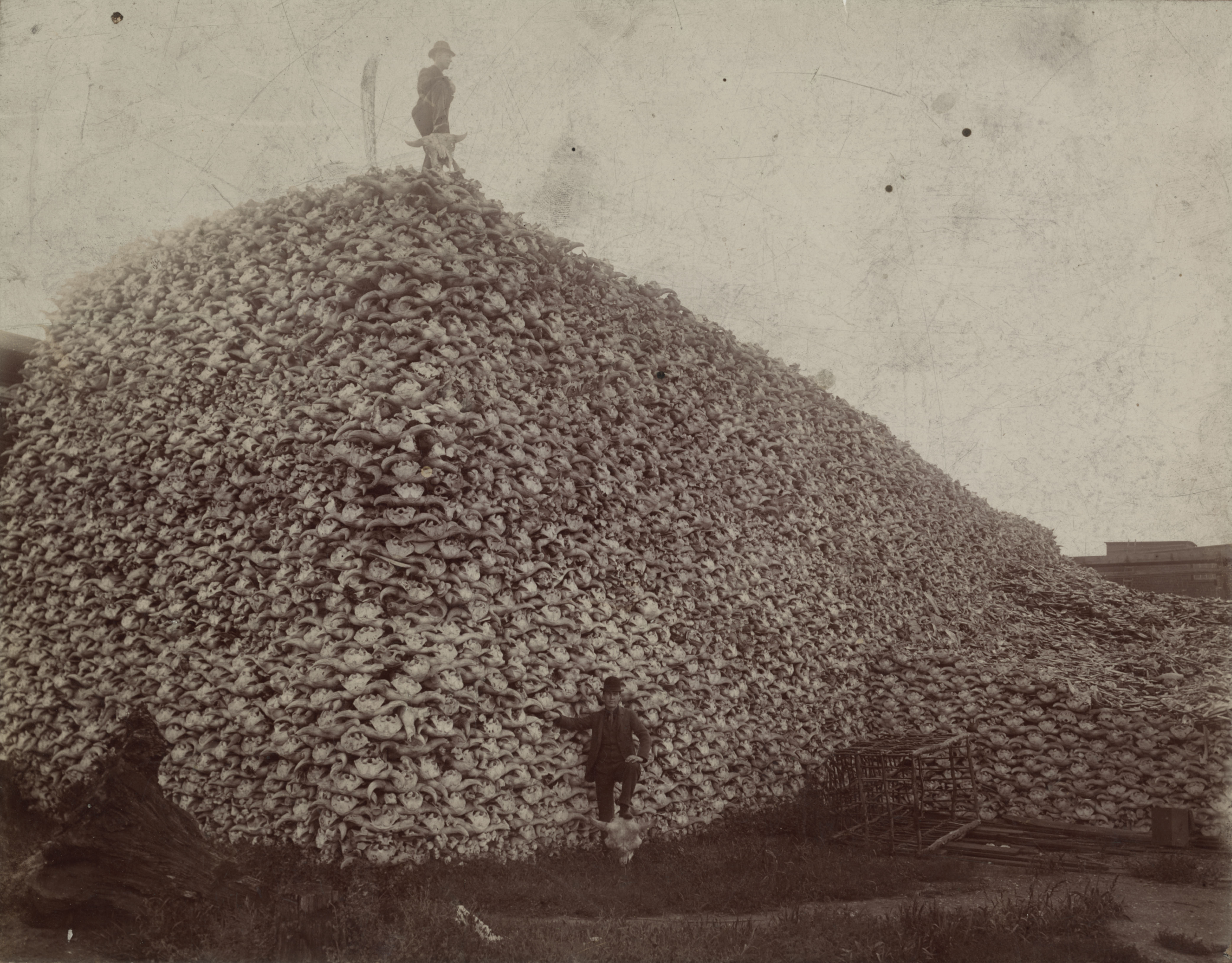
Hög av bisonoxeskallar för bland annat tillverkning av benkol, vid Michigan Carbon Works i Rougeville vid Detroit 1892

Benkol är kol framställt genom förkolning av ben utan syretillträde.
Ben som skall förkolas befrias först från fett och krossas i ärtstorlek och förkolas därefter vanligen i retort. Under processen ger 100 kilo ben omkring 60 kilo benkol, 8,2 kilo ammoniakvatten (10 % ammoniak i vatten), 1,5-2 kilo tjära och 8,8 kubikmeter oxidationsgaser. Benkol innehåller 6-12 % rent kol, 75-80 % kalciumfosfat, 6-8 % kalciumkarbonat och mindre mängder gips, alkalisalter, järnoxid och bundet kväve. Tidigare förkolades främst benkol för att tillvarata hjorthornssalt och oljor. 1811 upptäckte Figuier benkolets avfärgningsförmåga och 1828 införde Dumont benkol för rening av sockersaften inom sockerindustrin. Benmjöl har även tagits i bruk för rening och klarning även av andra lösningar. På grund av ett högt pris har benkol ofta regenererats genom att avlägsna de ämnen benkolet genom adsorption tagit upp.
Benkol av sämre kvalitet har malts till ett fint pulver och använts som färg, bensvärta och som tillsats i skosvärta.